# فتح‌الله مضطرزاده
فتح‌اله مضطرزاده (زاده ۱ آذر ۱۳۲۵ – درگذشته ٧ اسفند ۱۴۰۲) عضو پیوسته فرهنگستان علوم جمهوری اسلامی ایران، استاد دانشکده مهندسی پزشکی و دانشکده مدیریت، علم و فناوری دانشگاه صنعتی امیرکبیر بود. او از برگزیدگان همایش چهره‌های ماندگار در شاخه مهندسی شیمی و برنده نشان دولتی پژوهش است.

## زندگی‌نامه
فتح اله مضطرزاده اول آذرماه سال ۱۳۲۵ در یزد به دنیا آمد و تحصیلات ابتدایی و متوسطه را در آنجا به پایان رساند. در سال ۱۳۴۴ برای ادامه تحصیل به آلمان رفت و مدرک کارشناسی رشته علم مواد را در سال ۱۳۴۷ و کارشناسی ارشد این رشته را در سال ۱۳۵۰ از دانشگاه فنی کلاوستال آلمان کسب کرد. وی در سال ۱۳۵۴ به اخذ درجه دکترای تخصصی رشته علم مواد از همان دانشگاه نائل آمد.
ایشان پس از اتمام تحصیل، در سال ۱۳۵۵ به ایران بازگشت و به عنوان عضو هیئت علمی در دانشگاه گیلان مشغول به خدمت شد.
وی مشاغل اجرایی متعددی را در سطوح مختلف از جمله ریاست دانشگاه گیلان (۶۰–۱۳۵۹)، ریاست پژوهشگاه مواد و انرژی به مدت ۲۳ سال (۸۵–۱۳۶۲)، معاون پژوهشی وزارت فرهنگ و آموزش عالی (۷۶–۱۳۷۲)، معاون وزیر علوم و رئیس سازمان پژوهش‌های علمی و صنعتی ایران از سال ۱۳۹۴ تا سال ۱۳۹۷ را بر عهده داشت.

## مسئولیت‌های علمی و اجرایی
- رئیس دانشکده علوم، دانشگاه گیلان ۵۹–۱۳۵۸
- رئیس دانشگاه گیلان، ۶۰–۱۳۵۹
- معاون پژوهشی دانشگاه شهید بهشتی، ۶۱–۱۳۶۰
- معاون پژوهشی دانشگاه تربیت مدرس، ۶۱–۱۳۶۰
- رئیس پژوهشگاه مواد و انرژی، ۸۵–۱۳۶۲
- رئیس کمیسیون صنعت شورای پژوهش‌های علمی کشور، ۸۰–۱۳۷۳
- مشاور وزیر فرهنگ و آموزش عالی، ۸۴–۱۳۷۵[۴][۵]
- رئیس کمیسیون صنعت شورای پژوهش‌های علمی کشور۸۰–۱۳۷۳
- مشاور وزیر فرهنگ و آموزش عالی ۱۸۴–۱۳۷۵
- رئیس گروه علوم پایه فرهنگستان علوم ۹۲–۱۳۸۸
- عضو شورای راهبردی دانشگاه امیرکبیر ۱۴۰۲-۱۳۹۱
- معاون وزیر علوم و رئیس سازمان پژوهش‌های علمی و صنعتی ایران ۱۳۹۷-۱۳۹۴
- رئیس گروه مطالعات آینده‌گری علم و فناوری مرکز مطالعات علم و فناوری فرهنگستان علوم ۱۴۰۲-۱۳۹۴
- رئیس و عضو گروه برنامه‌ریزی مهندسی پزشکی شورای عالی برنامه‌ریزی ۱۴۰۲-۱۳۹۴
- عضو شورای معاونان وزارت علوم، تحقیقات و فناوری ۱۳۹۷-۱۳۹۴

## نشان‌ها و افتخارات
- عضو پیوسته فرهنگستان علوم جمهوری اسلامی ایران، از سال ۱۳۶۹ تا سال ۱۴۰۲
- پژوهشگر برتر کشور، سال ۱۳۷۰
- استاد نمونه کشور، سال ۱۳۷۰
- برنده جایزه بین‌المللی اکو در علوم طبیعی، سال ۱۳۷۱
- دریافت نشان دولتی درجه سوم پژوهش، سال ۱۳۷۵
- چهره ماندگار کشور در شاخه مهندسی شیمی، سال ۱۳۸۲
- برنده جایزه کتاب سال ایران (کتاب شایسه تقدیر) برای کتاب «سرامیک‌ها و کاربرد آن در مهندسی پزشکی»، سال ۱۳۸۵
- رتبه سوم در ۲۱ امین جشنواره رازی، سال ۱۳۹۴.[۶]

## فعالیت‌های فرهنگی و نشریات
- رئیس انجمن شیمی و مهندسی شیمی ایران ۱۳۷۶–۱۳۶۲
- مدیرمسئول نشریه علم و آینده، ۸۵–۱۳۷۶
- سردبیر نشریه صنعت و دانشگاه، ۱۳۸۲ تا ۱۴۰۲[۷][۸]
- عضو هیئت تحریریه مجله بین‌المللی علوم و مهندسی، ۸۰–۱۳۷۲
- عضو هیئت تحریریه مجله بین‌المللی علوم و مهندسی، ۸۰–۱۳۷۲
- عضو هیئت مدیره انجمن سرامیک ایران ۸۵–۱۳۸۰

## آثار
مضطرزاده بیش از ۲۰۰ عنوان مقاله علمی در نشریات معتبر بین‌المللی چاپ کرده و بیش از ۱۴۰ مقاله درکنفرانس‌های معتبر علمی داخلی و بین‌المللی ارائه کرده‌است. از ایشان یک اختراع بین‌المللی و ۳۰ عنوان اختراع داخلی به ثبت رسیده‌است. عناوین کتاب‌های منتشر شده توسط ایشان عبارتند از:
- آزبست و سایر کانی‌های لیفی زیان‌آور، پژوهشگاه مواد و انرژی ۱۳۷۵
- فلزات گرانبها، پژوهشگاه مواد و انرژی ۱۳۷۵
- درآمدی بر تعادل فازی در سرامیک‌ها، دانشگاه علم و صنعت ایران، ۱۳۷۸
- تولید و کنترل رنگ در شیشه، پژوهشکده صنایع رنگ ایران ۱۳۸۰
- کاربرد کامپوزیت‌ها در مهندسی پزشکی، دانشگاه امیرکبیر ۱۳۸۲
- کاربرد سرامیک‌ها در مهندسی پزشکی، دانشگاه امیرکبیر ۱۳۸۵
- نانو ذرات آنتی‌باکتریال نقره در صنعت و بهداشت، دانشگاه امیرکبیر ۱۳۸۹
- مهندسی بافت شبکیه چشم، دانشگاه امیرکبیر۱۳۹۶[۱۱][۱۲]